# Taiwanotrechus
Taiwanotrechus is een geslacht van kevers uit de familie van de loopkevers (Carabidae). De wetenschappelijke naam van het geslacht is voor het eerst geldig gepubliceerd in 1987 door Ueno.

## Soorten
Het geslacht Taiwanotrechus is monotypisch en omvat slechts de volgende soort:
- Taiwanotrechus subglobosus Ueno, 1987